# Færøudvalget
Færøudvalget er et stående udvalg i Folketinget med 17 medlemmer, som arbejder med emner, der vedrører Færøerne og forholdet mellem Færøerne og Danmark. 
Udvalget blev oprettet i folketingsåret 2006/2007 og adskiller sig fra andre folketingsudvalg ved at gå på tværs af sagsområder. Det beskæftiger sig således både med erhverv, miljø, sundhed og sociale forhold. Generelt arbejder udvalget med lovgivning vedrørende det statsretlige forhold mellem Færøerne og Danmark, lovgivning på enkeltområder, der ikke er hjemtaget af Færøernes Hjemmestyre og Danmarks bloktilskud til Færøerne. 
Færøudvalget mødes når det skønnes nødvendigt pga. lovarbejdet eller andre verserende sager. Statsministeriet er udvalgets ressortministerium, idet ansvaret for Rigsfællesskabet er placeret her. Under Statsministeriet hører  Rigsombuddet på Færøerne. Udvalgets formand er fra 2022 det færøske folketingsmedlem Anna Falkenberg (SB). 

## Ekstern henvisning
- Færøudvalgets hjemmeside